# Facultatief anaeroob organisme

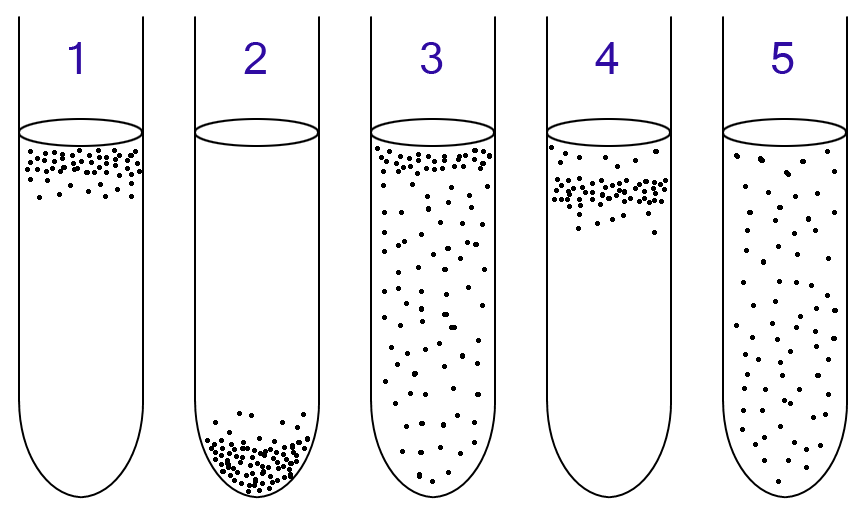
1 = aeroob, 2 = anaeroob, 3 = facultatief anaeroob, 4 = microaeroob, 5 = aerotolerante anaeroben

Een facultatief anaeroob organisme is een eencellige die zowel mét als zonder zuurstof kan leven.

## Definitie
Facultatief anaerobe organismen kunnen zowel in de aanwezigheid als in de afwezigheid van zuurstof leven. Indien er zuurstof aanwezig is halen ze hun energie, in de vorm van ATP, uit aerobe respiratie. Wanneer er geen zuurstof maar wel een externe elektronenacceptor aanwezig is kan het organisme anaerobe respiratie uitvoeren. Als er noch zuurstof noch een externe elektronenacceptor aanwezig is haalt het organisme zijn energie uit fermentatie.
De termen "facultatief aeroob" en "facultatief anaeroob" betekenen in de praktijk hetzelfde. Om deze reden wordt doorgaans over "facultatief (an)aeroob" gesproken. Dit verschilt van "aerotolerant anaeroob" doordat de facultatief anaeroben in staat zijn om zuurstof te gebruiken, terwijl de aerotolerante anaeroben dit niet kunnen.

## Energiemetabolisme
Als ze glucose als energiebron gebruiken zullen organismen hun energiemetabolisme starten met glycolyse. Hierbij worden twee NAD+-moleculen gereduceerd naar twee moleculen NADH.

### Aerobe respiratie
Na glycolyse zal het organisme overgaan tot de citroenzuurcyclus (Krebscyclus). Die produceert per cyclus vier bijkomende NADH-moleculen. Na de citroenzuurcyclus wordt het gevormde NADH omgezet naar NAD+; dit gebeurt door de elektronentransportketen, waarbij O2 wordt gebruikt als elektronenacceptor onder vorming van water.

### Anaerobe respiratie
Deze respiratie loopt vrijwel gelijk met de aerobe respiratie, met uitzondering van de elektronentransportketen. Doordat er geen zuurstof aanwezig is moet er een andere elektronenacceptor gebruikt worden. Hierdoor wordt er een lager aantal protonen uit de cel getransporteerd en zal er minder ATP gevormd worden.

### Fermentatie
Na de glycolyse gaan de organismen over tot fermentatie in plaats van de Krebscyclus. De bedoeling hiervan is om de uit glycolyse gevormde NADH opnieuw te oxideren naar NAD+. Bij fermentatie kunnen lactaat, ethanol, butyraat of acetaat gevormd worden.